# Ruta 25 (Chile)
La ruta 25 es una ruta nacional que se encuentra en la Región de Antofagasta. Su recorrido de 119,3 km de autopista une la Ruta 5 desde Carmen Alto con la Ruta 24 al norte de la ciudad de Calama mediante la Avenida Circunvalación. 
Integra junto a las rutas 23-CH, 27-CH y 5 Panamericana, parte del Corredor Bioceánico.

## Bypass Spence y Variante Sierra Gorda
- En un inicio, por la construcción de la Minera Spence, se hizo un Bypass de 17 km alrededor de la mina, que incluyó los atraviesos El Arriero y Cochrane sobre el Ferrocarril Fcab.
- Luego con la concesión vial de "Rutas del Loa", se construyó el Bypass "Variante Sierra Gorda¨[1]al oriente del poblado, que comprende un Área de Descanso y 3 nuevos accesos: Sur; El Tesoro, que conecta con la B-229 hacia Minera Centinela; y Norte que usa la calzada antigua y lleva hacia la Minera Spence.

## Avenida Circunvalación
La Avenida Circunvalacion es una vía urbana de la ciudad de Calama y forma parte de la Ruta 25 (Chile). Tiene como objetivo mejorar la accesibilidad y problemas de congestión de la ciudad, producidos por el acelerado crecimiento local e industrial, principalmente del sector minero, al incorporar un Bypass que conecta con varias rutas locales e internacionales, además de generar varios accesos a la ciudad. Su construcción comenzó el año 2003 y terminó el año 2008.
| Avenida Circunvalación                                                   |                                      |                                        |                                                                              |
| Salidas e infraestructura sentido norte-sur                              | Distancia en km al cruce con Ruta 24 | Distancia en km con Enlace Carmen Alto | Salidas e infraestructura sentido este-oeste                                 |
| Desde Ruta 24 y Avenida Balmaceda                                        | 0                                    | 119                                    | Calama Av. Balmaceda Chuquicamata, María Elena, Tocopilla RN 24              |
| Inicio de autopista                                                      | 0                                    | 119                                    | Término de autopista                                                         |
| Calama Av. Amte. Grau San Francisco de Chiu Chiu, Ollagüe, Bolivia 21-CH | 1                                    | 118                                    | Calama Av. Almirante Grau San Francisco de Chiu Chiu, Ollagüe, Bolivia 21-CH |
| Puente Loa Río Loa                                                       | 2                                    | 117                                    | Puente Loa Río Loa                                                           |
| Calama Salar de la Luna Yalquincha                                       | 2                                    | 117                                    | Yalquincha y Planta Cerro Topater                                            |
| Calama Av. La Paz San Pedro de Atacama, Toconao, Argentina 23-CH         | 4                                    | 115                                    | Calama Av. La Paz San Pedro de Atacama, Toconao, Argentina 23-CH             |
| Peuco Av. del Oasis Av. J. Alessandri Pumarino Soto                      | 5                                    | 113                                    | Peuco Maraton Pumarino Soto Av. Laguna Sejar Av. del Oasis                   |
| Aeropuerto Internacional El Loa y Peuco B-189                            | 8                                    | 111                                    | Aeropuerto Internacional El Loa Ruta B-189                                   |
| Calama Av. Balmaceda Al sur por Ruta 25 Fin de autopista                 | 9                                    | 110                                    | Sector Industrial Via Local Inicio de autopista                              |

## Historial de Concesiones
- 1° Concesion "Rutas del Loa": En el 2011 se hizo el primer llamado a licitación de la Ruta, el cual se le adjudicó al consorcio Vial Anto-Andino el 2013, y comenzó a operar el 2014. Este proyecto abarcaba 136 km en total, que incluían ampliación a doble calzada y una nueva circunvalacion para Calama; pero la concesión que originalmente duraria unos 30 años se concluyó anticipadamente el 2016.[2]
- 2° Concesion "Rutas del Loa" : El 2018 se hace un segundo llamado a licitación, el cual termina con la adjudicacion por parte de Intervial Chile, actualmente Isa Vías.[3] El proyecto se dividió en dos áreas; Sector A: ampliación a doble calzada y mejoras en 112 km de ruta desde Carmen Alto hasta Calama; y el Sector B: la construcción de la nueva Circunvalacion Oriente alrededor de la ciudad.[4] La construcción comenzó el 2020, pero debido a la Pandemia y alzas en el precio de los materiales, las obras se retrasaron. Para junio de 2024 el proyecto contaba con un gran avance en el principal sector A, lo que dio inicio a la puesta en marcha con la habilitacion del Bypass "Variante Sierra Gorda",[1] para finalmente el 31 de julio de 2024 iniciar las operaciones con la habilitacion del Peaje.[5]